# Lion (1794)
Pour les articles homonymes, voir Lion (homonymie).
Pour les autres navires du même nom, voir HMS Belleisle.
Le Lion est un vaisseau de 74 canons de la classe Téméraire en service dans la marine nationale française sous les noms successifs de Lion, Marat et Formidable puis dans la Royal Navy sous le nom de HMS Belleisle.

## Service actif

### Marine française
Le Marat participe au combat du 6 novembre 1794 où il prend part à la capture du HMS Alexander.
Renommé Formidable, il participe sous les ordres du capitaine Linois, le 23 juin 1795, à la bataille de Groix au sein de l'escadre du vice-amiral Villaret-Joyeuse. Il y est capturé par la Royal Navy.

### Marine britannique
La Royal Navy possédant déjà un navire nommé HMS Formidable, le navire est renommé HMS Belleisle.
Commandé par le capitaine William Hargood lors de la bataille de Trafalgar, le vaisseau fait partie de la colonne du vice-amiral Collingwood. Il engage l'arrière-garde franco-espagnole, canonne la Santa Ana puis se lance à la poursuite de l'Indomptable. Il affronte ensuite le San Juan Nepomuceno qui abat son grand mât. Le Fougueux le prend alors à partie et abat son mât de misaine, avant que l'Achille et l'Aigle ne le canonnent. Le San Justo et le San Leandro lui lâchent une bordée puis le Neptune abat ses derniers éléments de voilures. Le vaisseau est secouru par les HMS Polyphemus, Swiftsure et Defiance, remorqué à l'écart du combat puis jusqu'à Gibraltar dans les jours qui suivent. L'équipage compte à la fin de la bataille 33 morts et 93 blessés.
Réparé à Plymouth, le HMS Belleisle est envoyé dans l'Atlantique et participe en 1806, au sein de la division Hardy de l'escadre Strachan, à la destruction du vaisseau français l'Impétueux sur les côtes américaines. Le 19 janvier 1807, le vaisseau devient le navire amiral d'Alexander Cochrane et participe à la prise de Saint Thomas. En 1809, il fait partie de l'escadre envoyée conquérir la Martinique.
Affecté en 1811 au service du port à Portsmouth, il est démoli en 1814.